# Улу-Узень Восточный
Улу́-Узе́нь Восто́чный, также Мегапотамо, (укр. Улу-Узень Східний, крымскотат. Şarqiy Ulu Özen, Шаркъий Улу Озен) — река на юго-восточном берегу Крыма.
Длина реки 12 км, площадь водосбора 33,5 км², среднемноголетний сток в устье составляет 0,382 м³/с. Название одинаково переводится с греческого (греч. ̓Μεγάλος ποταμός) и крымскотатарского (крымскотат. Ulu Özen, Улу Озен) как «большая (великая) река (поток)». Часто именуется Улу-Узень Восточный для отличия от расположенной к юго-западу реки Улу-Узень Алуштинский.
Река начинается на склонах Демерджи-яйлы, у подножия южного склона массива Тырке. Местность в верховьях рассечена многочисленными балками, покрыта густым лесом. Затем Улу-Узень протекает по ущелью Хапхал, образуя серию порожистых каскадов, а, примерно в одном километре ниже по течению, неподалёку от села Генеральское (Улу-Узень, Мега-Потам), находится водопад Джур-Джур высотой 15 метров. Водопад не пересыхает даже в самые маловодные годы. Ущелье Хапхал, покрытое высокоствольным лесом из бука и граба с примесью дуба, с 1964 объявлено памятником природы, а с 1974 года — государственным гидрологическим заказником республиканского значения, с общей площадью 250 га.
Согласно справочнику «Поверхностные водные объекты Крыма», у реки 7 безымянных притоков, длиной менее 5 километров; на подробных картах собственные названия имеют впадающие в верховье справа ручей Кара-Узеньчик и балка Ай-Андрит, ниже ещё балка Паралгу и в низовье слева — овраг Керечехун-Дереси; гидролог Николай Рухлов в книге 1915 года «Обзор речных долин горной части Крыма» упоминал ещё левый овраг Тумалак-Таш. Балка Ай-Андрит получает воду из расположенных в верховье известных источников Ай-Эндрит (с развалинами древней церкви св. Андрея) и Анастасия.
Николай Рухлов разделял долину Улу-Узеня на три участка: приморский (1,5—2 версты от моря, до отметки 42 саженей), представляющий собой котловину, заполненную смешанными песчано-глинистыми и галечными отложениями без признаков речных наносов. Водный поток характеризуется умеренным течением со значительным просачиванием воды в прорусловый щебень: на расстоянии полуверсты расход падал с 1 770 000 вёдер в сутки до 1 670 000. Второй район исследователь отмечал между отметками 43 и 94 сажени (до деревни Улу-Узень)), или 3 версты вверх по долине. Характеризуется крутыми обрывистыми берегами (горный овраг), сложенными сланцами и песчаниками. Верхний район, также горный овраг, с очень крутым уклоном, сложенный известняковистыми песчаниками. Также Рухлов отмечал канавы, по которым воды реки из верховьев отводились для полива в соседнюю долину Куру-Узеня. Улу-Узень Восточный впадает в Чёрное море на территории села Солнечногорское (Куру-Узень, Ксеро-Потам). Водоохранная зона реки установлена в 50 м.
В 2021 году были высказаны намерения перекрыть реку дамбой с отводом значительной части речного стока на нужды водоснабжения южного берега Крыма.

## Галерея

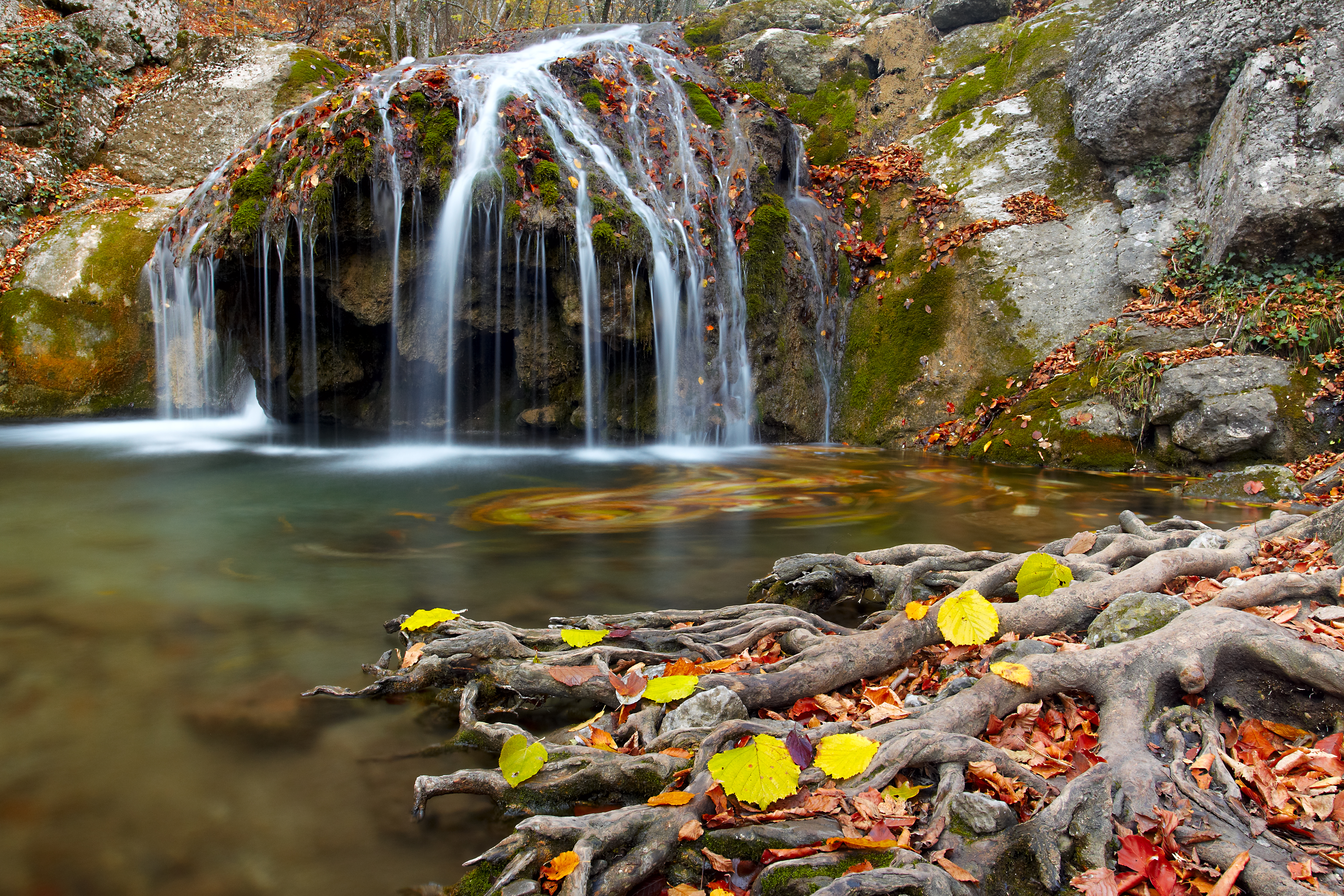
Пороги Улу-Узень Восточного
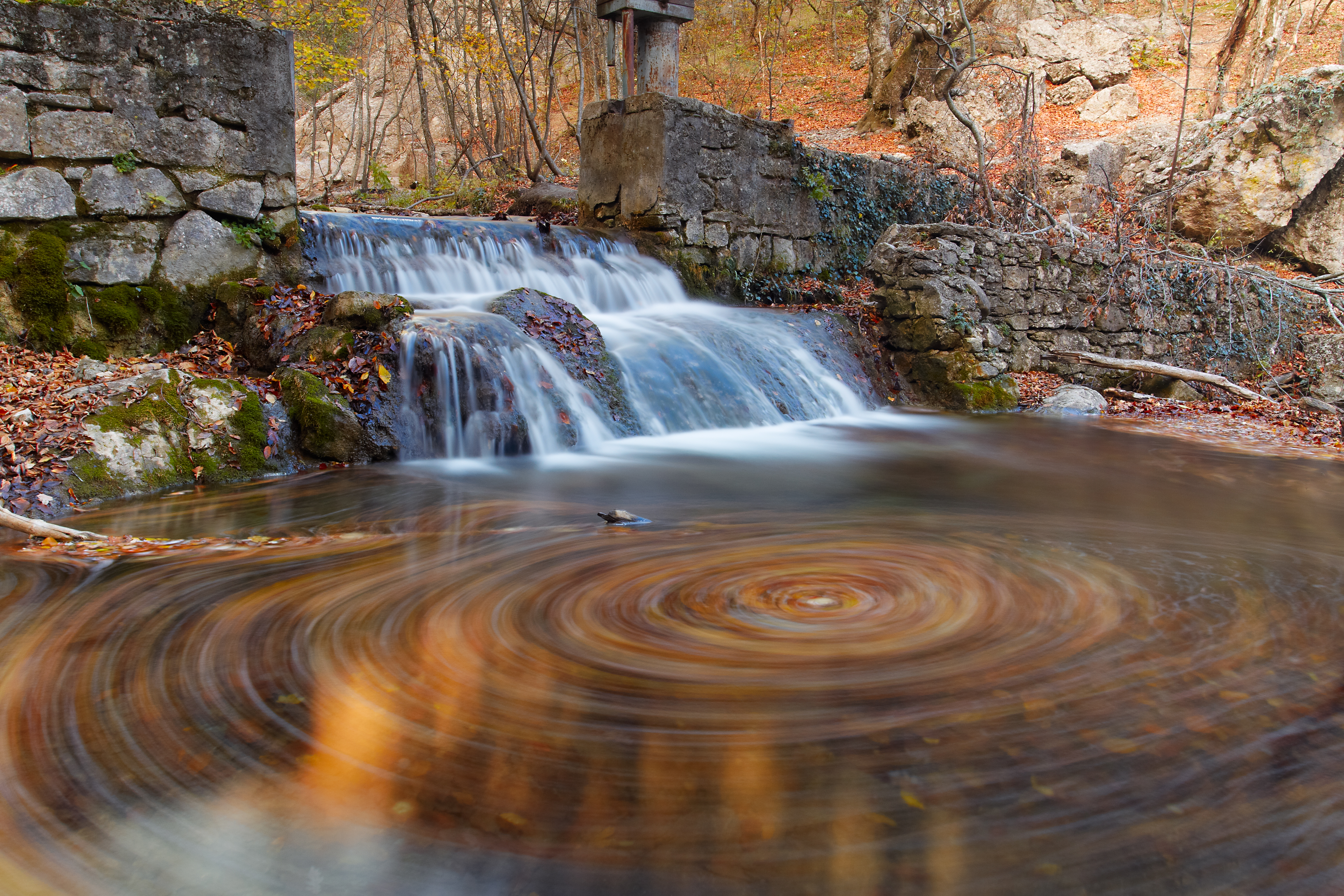
Хапхальский водозабор.
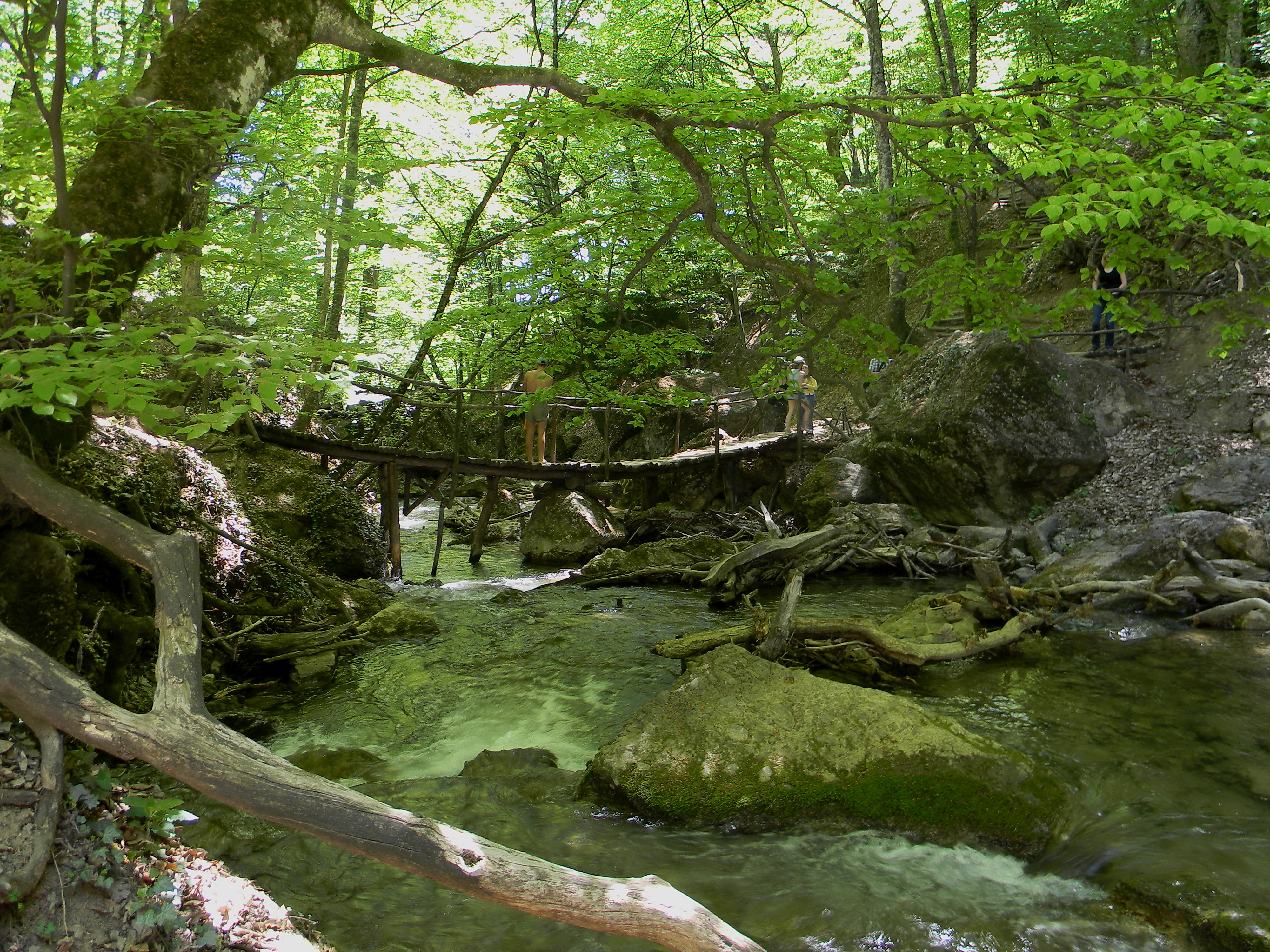
Мост
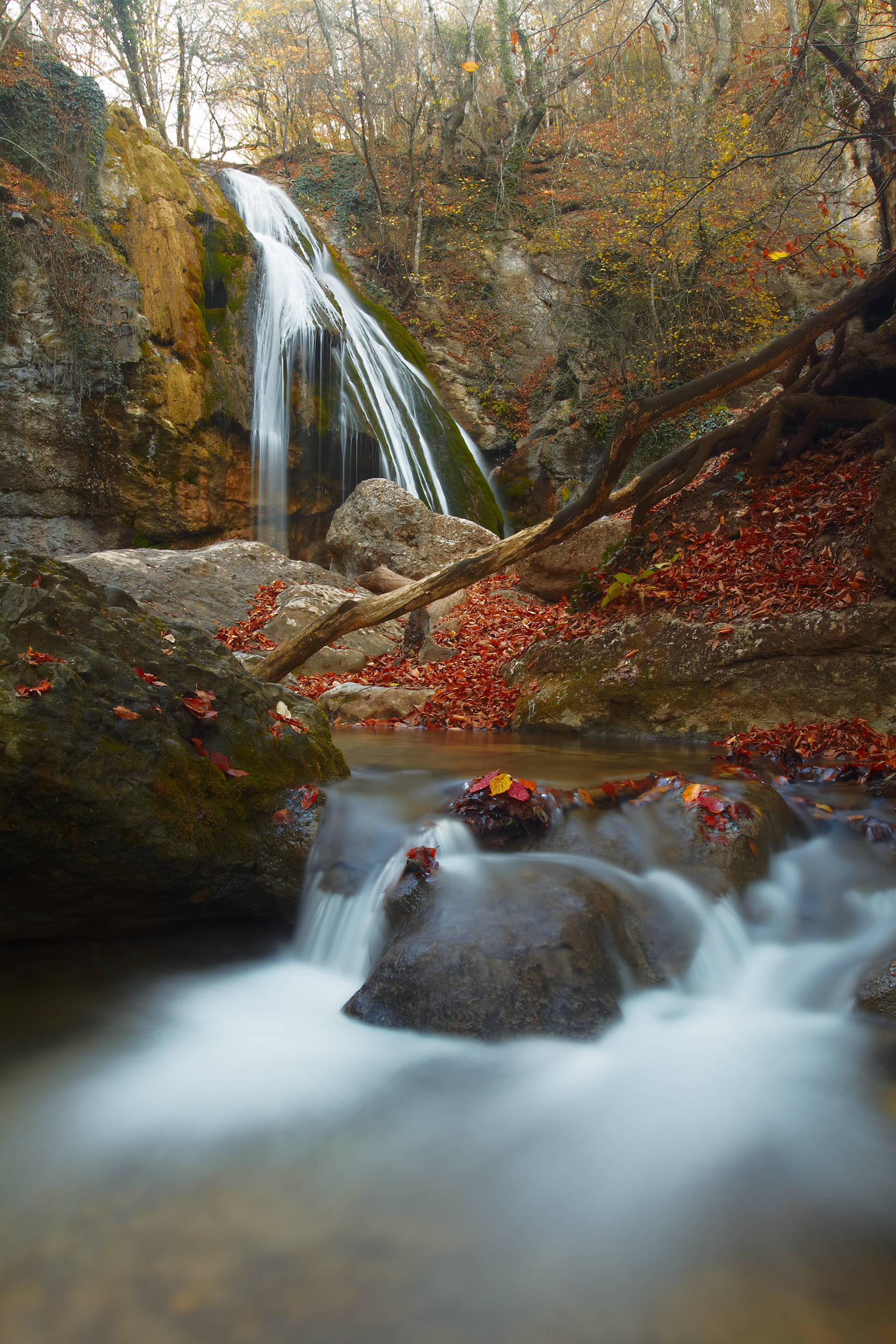
Водопад Джур-Джур